# Морозовка (Эртильский район)
Моро́зовка — посёлок в Эртильском районе Воронежской области России.
Входит в состав Морозовского сельского поселения.

## Население
| 2000 | 2010 |
| ---- | ---- |
| 74   | ↘52  |

## Улицы
В посёлке имеется одна улица — Лесная.